# Pompa krzywkowa
Pompa krzywkowa – konstrukcja pompy wyporowej o obrotowym organie roboczym.
Istnieje wiele różnych konstrukcji pomp krzywkowych. Trzy rozwiązania konstrukcyjne wirników pokazano na rysunkach. Na rysunku z lewej strony - dwa krzywkowe wirniki (1 i 3) obracając się zagarniają ciecz z przestrzeni ssawnej (a) do przestrzeni pomiędzy krzywką a korpusem pompy (b) przetłaczając ją do przestrzeni tłocznej (c).
Pompy krzywkowe stosowane są do pompowania cieczy o dużej lepkości, takich jak ropa naftowa, mazut, olej spożywczy, miód. Wydajność pompy jest liniową funkcją prędkości obrotowej i praktycznie nie zależy od różnicy ciśnień na wejściu i wyjściu.

Schemat pompy krzywkowej
Praca pompy krzywkowej
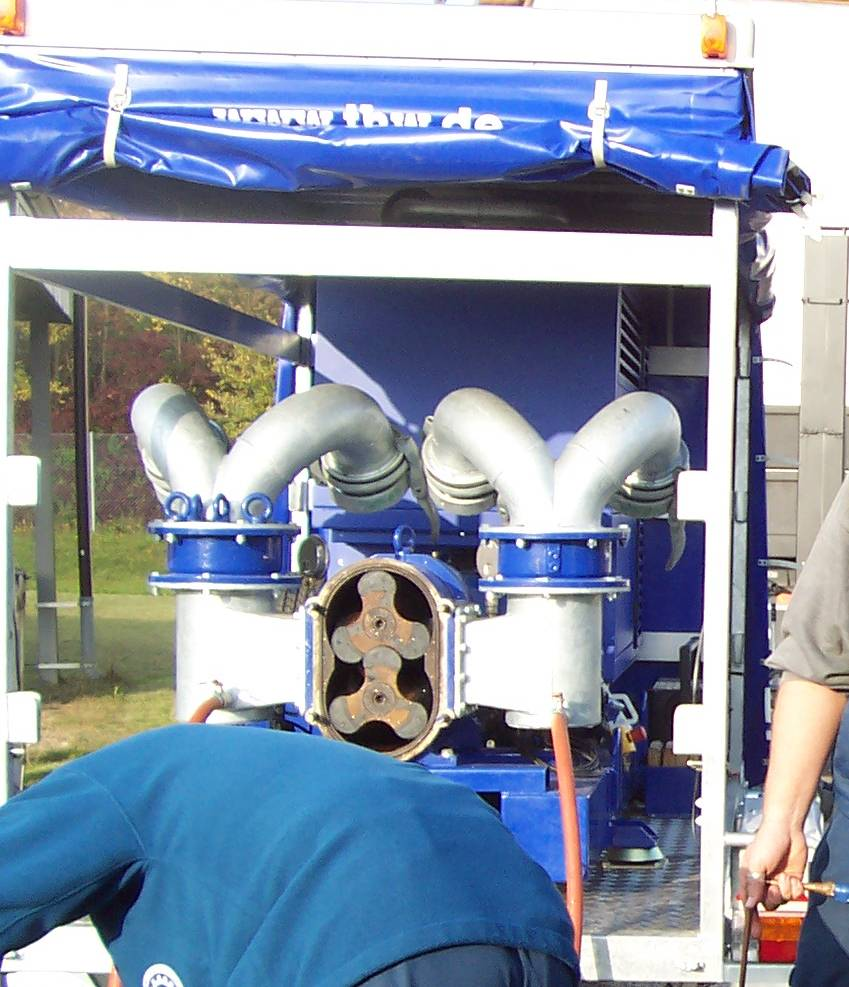
Pompa krzywkowa o wydajności 5 m³/min